# 6869 Funada
A 6869 Funada (ideiglenes jelöléssel 1992 JP) a Naprendszer kisbolygóövében található aszteroida. Endate Kin és Vatanabe Kazuró fedezte fel 1992. május 2-án.